# Дизи (Марна)
Дизи (фр. Dizy) је насеље и општина у североисточној Француској у региону Шампањ-Арден, у департману Марна која припада префектури Еперне.
По подацима из 2011. године у општини је живело 1595 становника, а густина насељености је износила 493,81 становника/km². Општина се простире на површини од 3,23 km². Налази се на средњој надморској висини од 72 метара.

## Демографија
| 1962. | 1968. | 1975. | 1982. | 1990. | 1999. | 2011. |
| ----- | ----- | ----- | ----- | ----- | ----- | ----- |
| 982   | 1.047 | 1.070 | 1.319 | 1.542 | 1.832 | 1.595 |

График промене броја становника у току последњих година